# 吸菸/不吸菸
《吸菸/不吸菸》是法國導演亞倫·雷奈執導的喜劇電影，改編自亞倫•艾克鵬的短劇系列《親密交往》中的六部。本片獲選為第44屆柏林影展正式競賽片，並獲傑出藝術成就銀熊獎，後來在凱撒電影獎獲得最佳影片、最佳導演、最佳男主角、最佳製作設計與最佳劇本獎。

## 劇情
本片分成〈吸菸〉和〈不吸菸〉兩個部分，由皮耶·阿帝提和薩碧娜·阿塞瑪分別飾演九個角色，每段故事都由校長夫人塞莉亞發現一包菸，決定要不要抽菸開始，結合故事時間軸發生的各種可能性。

## 外部連結
- 互联网电影数据库（IMDb）上《Smoking/No Smoking》的资料（英文）